# 1000°C
1000°C est un single du rappeur français Lomepal featuring Roméo Elvis sorti en septembre 2018. Le single est certifié disque de platine en France.

## Composition et thème
La composition de 1000°C est influencée par le rock à la Kurt Cobain avec la mélodie syncopée. La chanson raconte une nuit de débauche.

## Classements
| Classement (2018-19)                    | Meilleure position |
| --------------------------------------- | ------------------ |
| Belgique (Wallonie Ultratop 50 Singles) | 13                 |
| France (SNEP)                           | 3                  |
| Suisse (Schweizer Hitparade)            | 82                 |

## Certifications
| Région | Certification | Ventes/Streams                  |
| --- | ------------- | ------------------------------- |
| France (SNEP) | Platine       | 30 millions équivalents streams |
| *Ventes selon la certification ^Mise en rayon selon la certification xNon précisé par la certification ‡ventes/streaming selon la certification |               |                                 |